# Шевко, Анатолий Иванович
Анатолий Иванович Шевко (укр. Анатолій Іванович Шевко; 1919 — 2008) — советский военный деятель и украинский инженер, член Союза кинематографистов Украины.

## Биография
Родился в семье рабочего. Учился на физико-математическом факультете Харьковского государственного университета. По комсомольской мобилизации был откомандирован в 1938 на обучение в Школу особого назначения НКВД. Во время Великой Отечественной войны и в первые послевоенные годы служил начальником отдела Второго главного управления. Занимался борьбой с проявлениями украинского национализма среди деятелей культуры УССР, а также противодействием ОУН-УПА. В 1948 уволен из органов государственной безопасности из-за «нарушения границ допустимых служебных связей».
В 1951 окончил исторический факультет Киевского государственного университета и аспирантуру в Институте физиологии имени О. О. Богомольца АН УССР. Работал главным инженером Института экспериментальной и клинической онкологии Минздрава УССР, позже — директором Государственного опытно-конструкторского производства медицинского приборостроения (укр. Державне дослідно-конструкторське виробництво медичного приладобудування) при Институте (в дальнейшем — Институте экспериментальной патологии, онкологии и радиобиологии имени Р. Е. Кавецкого Национальной академии наук Украины), в 2000  награждён «за значительный личный вклад в развитие отечественной науки, укрепление научно-технического потенциала Украины». Тесно сотрудничал с директором института, профессором В. Г. Пинчуком, развивал прецизионное приборостроение.
Автор ряда научных работ и многих сценариев учебных, технико-пропагандистских и научно-популярных фильмов, среди которых: «Физиология зрения», «Алгоритм качества», «Вместо крови», «Радиолокация», «Основы телевидения», «Основы коллоидной химии», «Секрет успеха», «Крекинг нефти» и другие. Похоронен на Байковом кладбище.

### Звания
- сержант государственной безопасности (1939);
- капитан государственной безопасности;
- майор (1945);
- подполковник.

### Награды
- орден Красной Звезды (1945);
- орден «За заслуги» III степени (2000).